# Маркантонио, Вито
Вито Энтони Маркантонио (англ. Vito Anthony Marcantonio; 10 декабря 1902, Нью-Йорк — 9 августа 1954, там же) — итальянско-американский юрист и политик, в течение семи сроков бывший членом Палаты представителей Соединенных Штатов, где считался одним из самых левых конгрессменов.
На протяжении большей части своей политической карьеры был членом Американской лейбористской (трудовой) партии, считая, что ни одна крупная партия не поддерживает интересы рабочего класса. До перехода в эту локальную социалистическую партию принадлежал к прогрессивному крылу Республиканской партии вокруг мэра Нью-Йорка Фьорелло Ла Гуардия, поддерживавшему «Новый курс» президента-демократа Франклина Делано Рузвельта.
Маркантонио представлял район Восточного Гарлема в Нью-Йорке, где проживали многие этнические итальянцы и пуэрториканцы. Он говорил на испанском, итальянском и английском языках.

## Биография

### Ранние годы и образование
Маркантонио был сыном отца американского происхождения и матери итальянского происхождения, родом из Пичерно в регионе Базиликата на юге Италии . Он родился 10 декабря 1902 года в бедном итальянском Гарлемском гетто Нью-Йорка. Он учился в нью-йоркских государственных школах и получил степень бакалавра права на юридическом факультете Нью-Йоркского университета в 1925 году.

### Юридическая карьера
В 1920 году Маркантонио участвовал в кампании кандидата от Фермерско-трудовой партии на президентских выборах Парли П. Кристенсена.
В 1924 году на выборах в Конгресс он стал руководителем избирательной кампании Фьорелло Ла Гуардия, на тот момент кандидата прогрессивно-социалистической коалиции. Ла Гуардия и его соратник Маркантонио также агитировали за кандидатуру сенатора США Роберта М. Лафоллетта на пост президента США. Кроме того, Маркантонио стал секретарём Лиги арендаторов, которая боролась с высокой арендной платой и выселением жильцов. С 1926 по 1932 год Маркантонио каждые два года руководил избирательными кампаниями Ла Гуардия.
Пройдя экзамен на адвоката в Нью-Йорке в 1925 году, Маркатонио начал заниматься юридической практикой, вначале для Фостера, Ла Гардия и Катлера. Работал клерком в юридической фирме Hale, Nelles & Shorr, известный защитой в судах радикальных лиц и организаций левого толка. Там он сотрудничал со специалистом по трудовым правам Джозефом Р. Бродским, который «в значительной степени поспособствовал его левой ориентации» на марксизм. С 1930 по 1931 год Маркантонио работал помощником федерального прокурора США.

### Деятельность в Конгрессе
Маркантонио был впервые избран в Палату представителей Соединенных Штатов из Нью-Йорка в 1934 году как республиканец. Его приветствовал ноябрьский номер марксистского журнала «New Masses» от 1936 года. После своего первого срока с 1935 по 1937 год он потерпел поражение на выборах 1936 года.
Район Маркантонио был сосредоточен в его родном Восточном Гарлеме, Нью-Йорк, где проживали многие жители итальянского и пуэрто-риканского происхождения. Свободно владеющий испанским и итальянским языками, он считался защитником пуэрто-риканских и итало-американских общин, как и рабочих, иммигрантов и бедняков вообще. В 1939 году Маркантонио подверг критике преследование и осуждение в 1936 году лидера Пуэрто-риканской националистической партии Педро Альбису Кампоса.
Кроме того, Маркантонио был активным союзником афроамериканских общин Гарлема и яростно боролся за права афроамериканцев за два десятилетия до разворачивания массового движения за гражданские права 1950-60-х годов. В 2010 году историк Таддеус Рассел назвал Маркантонио «одним из величайших борцов за гражданские права чернокожих в 1930-х и 1940-х годах». Он был соавтором законопроектов, квалифицировавших линчевания как федеральные преступления и запрещающих налог на избирательные участки, который использовался южными штатами для лишения избирательных прав бедных избирателей.
В 1937—1938 годах Маркантонио стал одним из ведущих членов Американской трудовой (лейбористской) партии. Он был вновь избран в Палату представителей от Нью-Йорка в 1938 году и представлял свой округ на протяжении шести сроков, с 1939 по 1951 год, переизбираясь на выборах 1940, 1942, 1944, 1946 и 1948 годов. Он был настолько популярен в этом районе, что иногда, в придачу к официальному выдвижению от лейбористов, выигрывал праймериз (первичные выборы) в Демократической и Республиканской партиях. Помимо Маркантонио, единственным американским конгрессменом-лейбористом был Лео Айзексон в 1948—1949 годах.
Маркантонио выступал противником антикоммунистических кампаний, известных как «красная истерия» (например, в 1941 году он представлял Дейла Зисмана — школьного тренера и члена правления профсоюза учителей Нью-Йорка, оказавшегося также автором коммунистических изданий Джеком Харди — на слушаниях в Нью-Йоркском совете по образованию), и сам становился их мишенью. 25 ноября 1947 года, на следующий день после того, как палата проголосовала за обвинение «Голливудской десятке» за «неуважение к Конгрессу», конгрессмен Уолтер Джадд напал на Маркантонио, уподобив его партию Демократической лиге Китая как коалиции либералов и представителей рабочего движения, «выступающих орудием коммунистов».
В 1948 году Маркантонио был активным сторонником бывшего вице-президента Генри А. Уоллеса, баллотировавшегося в президенты от Прогрессивной партии.
В 1949 году Маркантонио выдвигался в мэры Нью-Йорка от Американской трудовой партии, но потерпел поражение, набрав менее 14 % голосов.
В 1950 году он потерял своё место в Палате представителей, в соотношении 42,2 % против 57,8 % голосов побеждённый представителем Демократической партии Джеймсом Донованом, развернувшим против конкурента особенно громкую кампанию из-за отказа того голосовать за участие США в Корейской войне. На этих выборах вокруг Донована объединился истеблишмент обеих ведущих партий, оказав ему поддержку и Демократической, и Республиканской (а также Либеральной) партий. Свою роль сыграл и принятый в 1947 году Акт Вильсона-Пакула, запрещавший кандидатам участвовать в праймериз партий, с которыми они не были связаны — его рассматривали как направленный против Маркантонио.
Будучи единственным представителем своей партии на протяжении большей части своих лет в Конгрессе, Маркантонио никогда не занимал пост председателя какого-либо комитета. После его поражения в 1950 году и прекращения поддержки со стороны Коммунистической партии США Американская лейбористская партия вскоре распалась.

### Политическая идеология
Маркантонио слыл одним из наиболее левых членов Конгресса за всю его историю. Он симпатизировал социалистическим и коммунистическим партиям, а также профсоюзам, из-за чего находился под наблюдением ФБР. Консервативные оппоненты превратили его имя в жупел: так, на выборах в Сенат США от Калифорнии 1950 года Ричард Никсон атаковал свою леволиберальную конкурентку Хелен Гаган Дуглас, сравнивая её политическую платформу и голосования в Палате представителей с «известным радикалом и экстремистом Вито Маркантинио».
С влиянием на него компартии связывают внешнеполитические зигзаги Маркантонио. Так, в 1940 году он участвовал в создании и стал заместителем председателя Американской мобилизации мира, которая ставила своей задачей предотвратить участие США во Второй мировой войне (таким образом, цель была аналогична правому комитету «Америка прежде всего»). До пакта Молотова — Риббентропа 23 августа 1939 года, организация-предшественница этой группы — руководимая Коминтерном Американская лига за мир и демократию — была твёрдо антинацистской и антифашистской. Маркантонио появляется в кинохронике 1940 года, осуждая «империалистическую войну» сообразно линии, проводимой Иосифом Сталиным до нападения гитлеровской Германии на Советский Союз 22 июня 1941 года. После него Маркантонио стал активно ратовать за поддержку СССР и с 1942 года требовал открытия второго фронта в Европе. Маркантонио также был вице-президентом Международного ордена трудящихся — общества взаимопомощи, неофициально связанной с Коммунистической партией.

### Последние годы и смерть
После поражения на выборах мэра и в Конгресс Маркантонио продолжил заниматься юридической практикой (сначала в Вашингтоне, округ Колумбия, но вскоре вернулся в Нью-Йорк), которую не прекращал и в бытность конгрессменом и которая приносила ему деньги, на которые он финансировал свои политические кампании.
На момент своей смерти Маркантонио был кандидатом в Конгресс от недавно сформированной «третьей партии» — Партии добрососедства. Он скончался 9 августа 1954 года от сердечного приступа после подъема по лестнице метро на Бродвее у парка Сити-Холл в Нижнем Манхэттене.

## Наследие
Сборник речей Маркантонио под редакцией Аннет Рубинштейн «Голосую по совести» (1956), название которого отсылает к его словам, что лояльность партии менее важна, чем голосование совестью, оказал влияние на следующее поколение молодых радикалов. Его защита прав трудящихся, его мастерство в парламентских процедурах, его способность общаться с рабочими в своем округе, в то же время участвуя в мировых проблемах, сделали его героем в определенной части левых. Книга Рубинштейн была перепечатана в новом издании в 2002 году.